# Động đất chậm
Một trận động đất chậm là một trận động đất không liền mạch. Sự kiện giống động đất mà giải phóng năng lượng trong thời gian vài giờ đến vài tháng thay vì vài giây đến vài phút như các trận động đất điển hình khác. Nó được xác định lần đầu bằng cách sử dụng phương pháp đo đạc độ biến dạng trong thời gian dài, hầu hết các trận động đất chậm xảy ra cùng với một dòng chảy và các trận động đất nhỏ. Trận động đất nhỏ này có thể được xác định và định vị xấp xỉ bằng cách sử dụng dữ liệu đã được lọc từ địa chấn kế (điển hình trong khoảng 1–5 Hz). Chúng yên tĩnh hơn so với các trận động đất bình thường nhưng không "yên lặng" như đã được mô tả trong quá khứ.

## Nguyên nhân

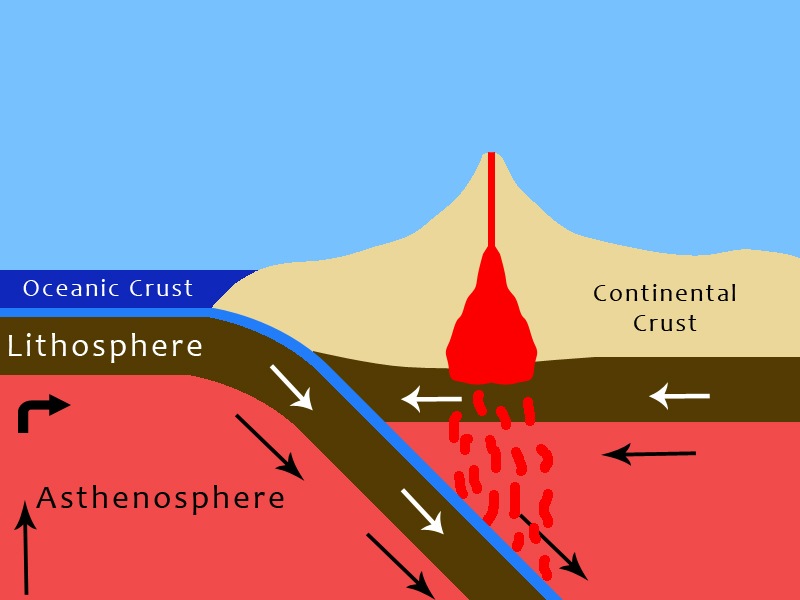
Mặt cắt một vùng hút chìm

Động đất xảy ra như là hậu quả của việc áp lực gia tăng dần dần trong một khu vực, và một khi nó đạt đến áp lực tối đa mà các loại đá có thể chịu được một đứt gãy được tạo ra và tạo ra động đất để giải toả áp lực. Động đất tạo ra sóng địa chấn khi đứt gãy trong hệ thống xảy ra, sóng địa chấn bao gồm nhiều loại khác nhau có khả năng di chuyển qua Trái Đất giống như những gợn sóng trên mặt nước. Các nguyên nhân dẫn đến động đất chậm chỉ được nghiên cứu về mặt lý thuyết, bởi sự hình thành của các vết nứt trượt theo chiều dọc mà được phân tích bằng mô hình toán học. Sự phân bố khác nhau của áp lực ban đầu, áp lực ma sát trượt, và năng lượng đứt gãy cụ thể đều được đưa vào phân tích. Nếu hiệu giữ áp lực ban đầu trừ đi áp lực do ma sát trượt (đối với vết nứt ban đầu) là thấp, và năng lượng đứt gãy cụ thể hay sức mạnh của chất liệu vỏ (liên quan lượng áp lực) cao thì động đất chậm sẽ xảy ra thường xuyên. Nói cách khác, những trận động đất chậm được gây ra bởi một loạt đứt đoạn cắm trượt và các quá trình di chuyển trung gian giữa đứt gãy giòn và dẻo bị chi phối bởi độ gồ ghề. Độ gồ ghề là va chạm nhỏ và nhô ra dọc theo mặt đứt gãy. Có một số ví dụ tốt nhất từ một số vùng hút chìm (đặc biệt là những vì có độ nghiêng nông - tây nam Nhật Bản, Cascadia, Chile), nhưng dường như cũng xảy ra trên các loại đứt gãy khác, đặc biệt là ranh giới trượt ngang giữa các mảng kiến tạo như đứt gãy San Andreas và những đứt gãy thuận gây ra "siêu lở đất" thường xảy ra ở sườn núi lửa.

## Vị trí

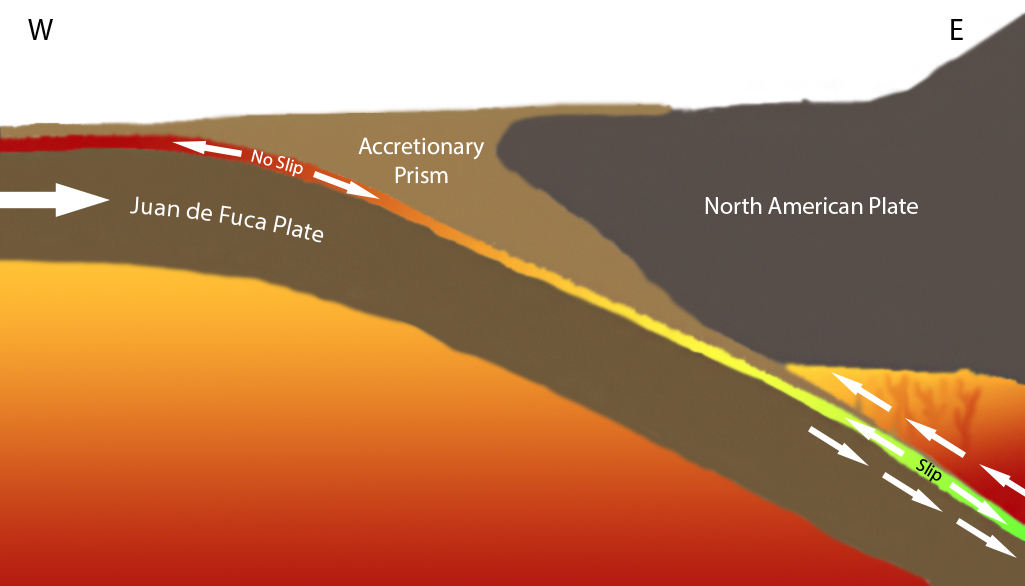
Mặt cắt vùng hút chìm Cascadia

Đứt gãy xảy ra trên khắp Trái Đất; bao gồm đứt gãy hội tụ, phân kỳ, và chuyển dạng, và thường xảy ra trên lề các mảng. Tính đến năm 2013 một số địa điểm gần đây đã được nghiên về cứu động đất chậm bao gồm: Cascadia, California, Nhật Bản, New Zealand, Mexico, và Alaska. Các địa điểm của động đất chậm có thể giúp hiểu rõ hơn về hành vi của động đất bình thường hoặc nhanh. Bằng cách quan sát các vị trí chấn động nhỏ liên quan đến động đất trượt chậm và động đất chậm, những nhà địa chấn học có thể xác định phần mở rộng của hệ thống và tính toán các động đất trong tương lai.

## Các loại
Teruyuki Kato phân loại các loại động đất khác nhau:
- Động đất có tần số thấp
- Động đất có tần số rất thấp
- Động đất trượt chậm
- Động đất trượt nhỏ phân đoạn (ETS)

### Động đất trượt nhỏ phân đoạn

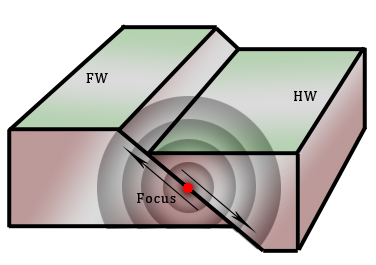
Sơ đồ động đất

Động đất chậm có thể phân đoạn (tuỳ theo chuyển động của mảng), và do đó phần nào có thể dự đoán được. Nó được gọi là "Động đất trượt nhỏ phân đoạn". Động đất trượt nhỏ phân đoạn có thể kéo dài vài tuần trái ngược với "động đất bình thường" chỉ xảy ra trong vài giây. Một vài sự kiện động đất chậm trên thế giới có thể tạo ra một trận đốt lớn, có sức phá huỷ cao sâu trong vỏ Trái Đất (ví dụ động đất Nisqually 2001 và động đất Antofagasta 1995). Ngược lại động đất lớn tạo ra "chuyển động đứt gãy không có địa chấn" sâu trong vỏ Trái Đất và lớp manti. Giống với động đất bình thường, động đất chậm có thể tạo ra các trận sóng thần lớn, như sóng thần Mentawai năm 2010. Trận động đất tạo ra cơn sóng thần này có độ lớn 7,8 và xảy ra ngoài khơi Quần đảo Mentawaiphía tây Indonesia, làm hơn 400 human người thiệt mạng. Các nhà địa chấn học phân loại nó là động đất chậm vì sóng thần quá lớn một cách không cân tối, thời gian đứt gãy gần 125 giây, rãnh trượt nông, và sự thiếu hụt năng lượng.
Mỗi 5 năm một động đất loại này xảy ra ở bên dưới thủ đô New Zealand, Wellington. Nó được đo lần đầu tiên năm 2003, và xuất hiện trở lại vào năm 2008 và 2013. Nó kéo dài khoảng một năm mỗi lần, giải phóng ra năng lượng nhiều ngang với một trận động đất 7 độ.